# Průsmyk Tchung
Průsmyk Tchung (čínsky v českém přepisu Tchung-kuan, pchin-jinem Tóngguān, znaky zjednodušené 潼关, tradiční 潼關) je průsmyk a bývalá pevnost v Číně. Nacházel se jižně od soutoku řeky Wej-che s Žlutou řekou v dnešním okrese Tchung-kuan v městské prefektuře Wej-nan na východním okraji provincie Šen-si. Šlo o důležitý obranný bod, který odděloval Si-an a okolní region Kuan-čung od Severočínské nížiny. V roce 196 zde Cchao Cchao, vojevůdce a ministr dynastie Východní Chan, nechal vybudovat pevnost, v níž byla zřízena i okresní správa. Pevnost však byla v padesátých létech 20. století zbourána při stavbě přehrady San-men-sia.

## Historie
Průsmyk Tchung a východněji ležící průsmyk Chan-ku umožňoval spojení mezi Severočínskou nížinou a západnějším regionem Kuan-čung (doslova „uvnitř průsmyků“). Kuan-čung obklopený horami byl jednou z oblastí zrodu čínské civilizace, pocházela odtud dynastie Čou, byl jádrem státu Čchin a následující říše Chan a metropolitním regionem Číny až téměř do konce 1. tisíciletí n. l. Za dynastie Čchin byl opevněn průsmyk Chan-ku, který pak až do vlády dynastie Chan sloužil jako obrana čínských vnitřních regionů před útoky z východu. V období Východní Chan, následujícím po krátké vládě dynastie Sin, se pak stráže otočily a průsmyk naopak chránil pláně kolem Luo-jangu před útoky ze západu.
Od bitvy v průsmyku Tchung v roce 211 však tchungský průsmyk nahradil ten chankuský v roli hlavního strategického obranného bodu mezi Kuan-čungem a Severočínskou nížinou. Pád tohoto průsmyku do rukou An Lu-šanových rebelů v roce 756 pak vedl přímo k dobytí Čchang-anu, hlavního města Říše Tchang.